# Tumbes (goleta)
La BAP Tumbes fue una goleta a vapor y hélice de la Marina de Guerra del Perú mandada a construir en 1854 en el Reino Unido junto a la fragata Apurímac y la goleta a vapor Loa, como parte del fortalecimiento de la Armada durante el gobierno del presidente José Rufino Echenique. Participó en muchos conflictos internos y combatió en la Guerra Hispano-Sudamericana. Como parte de la escuadra peruana sus labores serían de guardacostas junto al Loa, mientras habría dos fragatas en caso de batalla.
Su construcción fue supervisada por el capitán José María Salcedo, marino peruano-chileno que servía en la Marina de Guerra del Perú. Comisionada en agosto de 1855, llegó al Perú en octubre de 1855.
Desplazaba 250 toneladas de registro, con andar de 7 nudos y artillada con 2 cañones lisos de 68 libras.

## Historial de servicio
Tuvo participación destacada en dos guerras civiles, la de 1856-1858 y la de 1865.
El 27 de noviembre de 1856, con el estallido de la rebelión en Arequipa desde fines de noviembre de 1856, el gobierno de corte liberal encabezado por Ramón Castilla, arma una expedición con la Tumbes y el vapor Ucayali para que intentaran capturar a la rebelde fragata Apurímac mediante el abordaje. Ya en altamar, se sublevó a favor de los conservadores liderados por Manuel Ignacio de Vivanco. El capitán de corbeta Federico Alzamora reunió a los suyos en cubierta, hizo formar a tripulantes y guarnición, desarmó a los que no eran de su confianza, cerró las escotillas y se alejó del Ucayali con señales de haber visto una nave sospechosa. Finalmente, desembarcó a la fuerza de abordaje, al mando del coronel Mariano Ignacio Prado, en las islas de Chincha. Uniéndose al Apurimac, al Loa y otros navíos rebeldes, pues la mayor parte de los oficiales de la marina, apoyaban la causa conservadora. En los meses siguientes participa en el bloqueo del Callao. El 3 de enero de 1857, el gobierno de Ramón Castilla puso una recompensa de 60 000 pesos a las personas que devolviesen al gobierno la goleta. Fue capturada fácilmente por abordaje por la corbeta británica HMS Pearl en abril de ese año y se la devuelve al gobierno de Castilla.

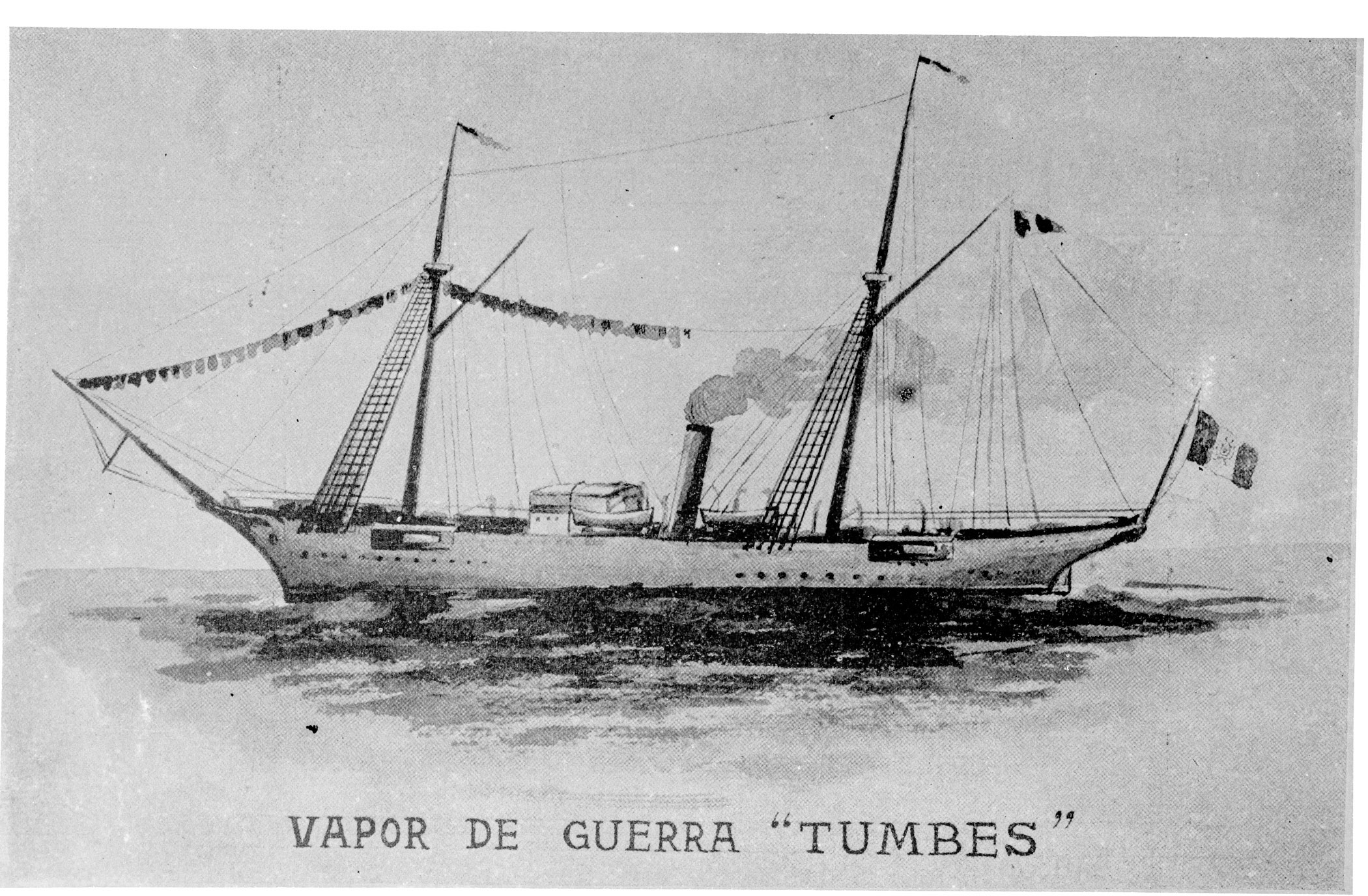
Vapor de guerra "Tumbes"

El 1 de marzo de 1865, se sublevó a favor del coronel Mariano Ignacio Prado, en contra de la debilidad del Gobierno del Presidente José Antonio Pezet para manejar y enfrentar el conflicto y demandas con los españoles, quien habiendo gala de la fuerza, habían llegado con una gran fuerza naval a la costa del pacífico Sur.
Durante la guerra hispana-sudamericana, formó parte de la defensas del puerto en el Combate del Callao del 2 de mayo de 1866. Cubierta en el puerto, formaba línea de fuego entre el monitor Victoria y las baterías del norte. Viendo una oportunidad de ataque, el Tumbes comenzó a salir del muelle con la intención de impactar con un torpedo de botalón a un buque español. Los disparos de la Numancia y la Almansa le hicieron retroceder y guarecerse de nuevo en el puerto.
Luego de 1866, fue dada de baja. Fue destinada a pontón y hundida el 29 de mayo de 1880 en el Bloqueo del Callao durante la Guerra con Chile.